# موتونوبو تاكو
موتونوبُ تاكو (باليابانية: 田光 仁重) (22 أبريل 1972 في شيزوكا في اليابان – )؛ هو لاعب كرة قدم ياباني سابق كان يلعب كمهاجم.

## وصلات خارجية
- موتونوبو تاكو على موقع رابطة كرة القدم اليابانية للمحترفين (اليابانية)
- موتونوبو تاكو على موقع عالم كرة القدم.نت (الإنجليزية)